# Beata Dudzińska
Beata Dudzińska (ur. 23 sierpnia 1970 w Pile) – polska samorządowiec i menedżer, w latach 2010–2023 wiceprezydent, w 2024 pełniąca funkcję prezydenta, a od 2024 prezydent Piły.

## Życiorys
Ukończyła studia z zarządzania i marketingu na Uniwersytecie Szczecińskim. Przez około 20 lat pracowała w koncernie Philips Lighting Poland, dochodząc do stanowiska menedżera ds. zakupów.
W latach 2010–2023 zajmowała stanowisko zastępczyni prezydenta Piły, odpowiadając m.in. za gospodarkę, rynek pracy, inwestycje, fundusze europejskie i planowanie przestrzenne. Bez powodzenia kandydowała do Sejmu w 2015 z listy Platformy Obywatelskiej. W styczniu 2024 została pełniącą funkcję prezydenta Piły (w miejsce Mateusza Daszkiewicza). W wyborach samorządowych w tym samym roku jako bezpartyjna kandydatka z ramienia Koalicji Obywatelskiej ubiegała się o stanowisko prezydenta miasta, uzyskując w pierwszej turze 47,59% głosów. W drugiej turze otrzymała 71,01% głosów, pokonując Marcina Porzucka z PiS. Urząd objęła 6 maja 2024.